# 1925年中国
| 中国历史 / 中国历史年表                                                                                                   |
| 世紀： 19世纪中国 / 20世纪中国 / 21世纪中国                                                                               |
| 年代： 1890年代中国 / 1900年代中国 / 1910年代中国 / 1920年代中国 / 1930年代中国 / 1940年代中国 / 1950年代中国大陆         |
| 年份： 1921年中国 / 1922年中国 / 1923年中国 / 1924年中国 / 1925年中国 / 1926年中国 / 1927年中国 / 1928年中国 / 1929年中国 |
| 纪年： 乙丑年（牛年）、中华民国14年                                                                                       |

## 大事記
- 上海醫師公會成立，主張廢除中醫。

### 1月
- 1月11日－22日——中國共產黨第四次全國代表大會在上海召開。

### 3月
- 3月12日——孙中山在北京逝世。

### 4月
- 4月10日——美國作家史考特·費茲傑羅出版经典小说。
- 4月15日──國際展覽業協會在義大利米蘭成立。

### 5月
- 5月30日——英國巡捕開槍射擊上海遊行工人，造成數十人死傷，史稱五卅慘案。

### 6月
- 6月23日——省港大罷工：廣東各界人士與省港罷工工人共10萬人舉行示威遊行。

### 7月
- 7月1日——中國國民黨把原孫中山的陸海軍大元帥大本營正式改組为廣州國民政府。

### 8月
- 8月18日——國民革命軍正式组建。
- 8月20日——中國國民黨廖仲恺被刺身亡。

### 10月
- 10月2日——第一个电视雏形出现。
- 10月10日——在北京市的乾清门前，故宮博物院成立大會正式舉行[1][2]。
- 10月27日——蔣介石任命侍卫参谋陈赓代理师长阻止溃退不成，准备自杀；在陈赓劝说下蒋放弃自杀，陈赓背着蒋得以逃脱[3]。

### 11月
- 11月20日——冯玉祥与奉军郭松龄签订密约七条，发动反奉战争。